# 네도 나디
네도 나디(이탈리아어: Nedo Nadi, 1894년 7월 9일 ~ 1940년 1월 29일)는 이탈리아의 펜싱 선수로, 1920년 안트베르펜 올림픽 5관왕이다. 그는 하나의 올림픽에서 3개의 무기로 싸워 최다의 금메달을 획득한 단 하나의 펜싱 선수이다.
토스카나주 리보르노에서 유명한 펜싱 사범 주세페 나디의 맏아들로 태어났다. 그의 동생 알도도 올림픽 펜싱 금메달리스트였다.
7세 때의 부친의 체육관에서 첫 펜싱 레슨을 받았으며, 부친은 그에게 플뢰레와 사브르를 가르쳤으나 에페는 규율없는 무기로 믿으면서 가르치지 않았다고 한다. 나디 형제는 직접 연습을 하러 다니면서 본질적으로 자율 실습을 하였다. 14세 때에 네도는 빈에서 열린 프란츠 요제프 1세의 50년제 축제전에서 3개의 무기 사용과 싸우면서 은상을 수상하였다.
18세의 나이로 1912년 스톡홀름 올림픽에 첫 참가하여 개인 플뢰레 종목을 우승한 최연소 금메달리스트가 되었다. 제1차 세계 대전 중에는 육군에 복무하였다.
안트베르펜 올림픽에는 소비에트 연방과 중유럽의 패전국들이 불참하였는 데, 그예로 최강의 펜싱 종주국 헝가리가 빠진 것이다. 그리하여 나디는 3개의 펜싱 종목에 들어가 금메달을 획득할 수 있는 기회를 얻었다.
그의 올림픽 상연은 펜싱 선수가 수행하는 데 완벽에 다가갈 만큼 갈채를 받았다. 개인 플뢰레를 마지막 리그전에서 10승을 기록하여 8년 만에 2연승을 하였다.
그의 에페 종목은 부친을 성가시게 하였으며, 플뢰레와 사브르와는 달리 몸의 여러 부분을 치는 데 합법적이었다. 그럼에 불구하고 자신의 동생을 포함한 이탈리아 에페 팀을 승리로 이끌었다.
나디의 완벽한 균형, 시간 조절과 빠른 반사 동작은 펜싱의 여러 스타일에 장점이었으며, 많은 어려움 없이 사브르 금메달을 11 대 9의 승으로 획득하였다. 단체 사브르 전에서는 이탈리아 팀이 스타 선수인 그를 성원하면서 쉽게 승리를 거두었다.
올림픽이 끝난 후, 나디는 프로로 전향하여 부에노스아이레스 자키 클럽의 코치를 맡았다. 몇 년 후, 로마로 돌아와 아마추어로 복직하고 1935년부터 1940년 1월 29일 사망할 때까지 이탈리아 펜싱 연합 회장을 지냈다.

## 같이 보기
- 올림픽 다관왕 목록